# (2428) Kamenyar
(2428) Kamenyar (1977 RZ6) – planetoida z pasa głównego asteroid okrążająca Słońce w ciągu 5,64 lat w średniej odległości 3,17 au. Odkryta 11 września 1977 roku.